# Omkoi (huyện)
Omkoi (tiếng Thái: อมก๋อย) là huyện (amphoe) cực tây nam của tỉnh Chiang Mai phía bắc Thái Lan.

## Địa lý
Các huyện giáp ranh (từ phía bắc theo chiều kim đồng hồ) là Hot, Doi Tao of Chiang Mai Province, Sam Ngao, Mae Ramat Tha Song Yang của tỉnh Tak và Sop Moei của tỉnh Mae Hong Son.

## Lịch sử
Tiểu huyện (King Amphoe) được thành lập ngày 9 tháng 4 năm 1929 thuộc Hot, gồm ba phó huyện Omkoi, Yang Piang và Mae Tun. Đơn vị này đã được nâng thành huyện ngày 23 tháng 7 năm 1958.

## Hành chính
Huyện này được chia thành 6 phó huyện (tambon), các đơn vị này lại được chia thành 95 làng (muban). Omkoi là một đô thị phó huyện (thesaban tambon) nằm trên một phần của tambon Omkoi. Ngoài ra có 6 Tổ chức hành chính tambon (TAO).
| Số TT | Tên        | Tên tiếng Thái | Số làng | Dân số |  |
| ----- | ---------- | -------------- | ------- | ------ |  |
| 1.    | Omkoi      | อมก๋อย          | 20      | 17.208 |  |
| 2.    | Yang Piang | ยางเปียง        | 17      | 7.990  |  |
| 3.    | Mae Tuen   | แม่ตื่น           | 16      | 9.180  |  |
| 4.    | Mon Chong  | ม่อนจอง         | 9       | 6.008  |  |
| 5.    | Sop Khong  | สบโขง          | 12      | 6.285  |  |
| 6.    | Na Kian    | นาเกียน         | 21      | 7.897  |  |